# Матковский, Богдан Миронович
Богдан Миронович Матковский (род. 13 февраля 1980, Трускавец, Львовская область) — украинский политик. Народный депутат Украины.

## Биография
Окончил девять классов СОШ № 3, впоследствии учился в военном лицее им. Героев Крут. С отличием окончил ПТУ № 19. Впоследствии окончил факультет менеджмента и маркетинга Дрогобычского государственного педагогического университета им. И. Франко, но пошел не по педагогическому, а по экономическому направлению. С 2008 года присоединился к социально-экономических программ. Генеральный директор ООО «Зет-Автор».
Был заместителем сотника 12 Сотни Майдана. В феврале 2014 года Андрей Парубий назначил Богдана Матковского координатором самообороны в Дрогобыче. Командир 2 взвода 2 роты 1 батальона Национальной гвардии.
Участвует в деятельности партии Общественное движение «Народный контроль».
В июле 2019 года в отношении Матковского правоохранительные органы Италии возбудили уголовное дело в связи с убийством итальянского журналиста Андреа Роккелли недалеко от города Славянск Донецкой области в мае 2014 года во время боёв за Славянск.

## Отличия и награды
- Отличие Президента Украины — юбилейная медаль «25 лет независимости Украины» (2016).[5]